# Molhașurile din Valea Izbucelor
Molhașurile din Valea Izbucelor alcătuiesc o arie protejată de interes național ce corespunde categoriei a IV-a IUCN (rezervație naturală de tip botanic), situată în vestul Transilvaniei, pe teritoriul județului Bihor. 

## Localizare
Aria naturală se află în extremitatea sud-estică a județului Bihor (în ramura nordică a Munților Bihorului, grupă montană a Apusenilor ce aparține lanțului carpatic al Occidentalilor), pe teritoriul administrativ al comunei Pietroasa (în sudul satului Măgura), lângă drumul comunal DC143 (Chișcău - Măgura).

## Descriere
Rezervația naturală  a fost declarată arie protejată prin Legea Nr.5 din 6 martie 2000 (privind aprobarea Planului de amenajare a teritoriului național - Secțiunea a III-a - zone protejate, publicată în Monitorul Oficial al României, Nr.152 din 12 aprilie 2000) și se întinde pe o suprafață de 80 hectare
Molhașurile din Valea Izbucelor reprezintă o zonă naturală (pajiști; mlaștini oligotrofe sărace în substanțe minerale și nutritive; cu tăuri fără fund a căror apă este de culoare neagră) ce adăpostește o gamă floristică diversificată, specifică turbăriilor. În arealul rezervației vegetează jneapănul târâtor, un arbust din specia (Pinus mugo Turra); precum și o plantă insectofagă din specia Drosera rotundifolia (roua cerului), element floristic protejat la nivel european prin Directiva 92/43/CE (anexa I-a) din 21 mai 1992 (privind conservarea habitatelor naturale și a speciilor de faună și floră sălbatică).

## Obiective turistice aflate în vecinătate
- Biserica de lemn „Pogorârea Sf. Gheorghe” din Cociuba Mică, lăcaș de cult (ridicat în secolul al XVIII-lea) aflat pe lista monumentelor istorice sub codul LMI BH-II-m-B-01136.
- Biserica de lemn „Sf. Dimitrie” din Fânațe, lăcaș de cult (ridicat în secolul al XVIII-lea) aflat pe lista monumentelor istorice sub codul LMI BH-II-m-A-01145.
- Rezervațiile naturale: Avenul Borțigului, Complexul Carstic din Valea Ponorului, Fâneața Izvoarelor Crișul Pietros, Groapa Ruginoasa - Valea Seacă, Groapa de la Bârsa, Pietrele Galbenei, Piatra Bulzului, Pietrele Boghii, Poiana Florilor, Platoul Carstic Padiș, Platoul Carstic Lumea Pierdută, Peștera lui Micula, Peștera Urșilor, Săritoarea Bohodeiului, Valea Galbenei și Vârful Biserica Moțului.